# Kanton Courseulles-sur-Mer
Kanton Courseulles-sur-Mer (fr. Canton de Courseulles-sur-Mer) je převážně přímořský francouzský kanton v departementu Calvados v regionu Normandie. Vznikl v roce 2015 vytvořením z 22 obcí. V květnu 2016 ho tvořilo 21 obcí (vzhledem k procesu slučování některých obcí).

## Obce kantonu
- Anisy
- Arromanches-les-Bains
- Asnelles
- Banville
- Basly
- Bazenville
- Bernières-sur-Mer
- Colomby-Anguerny [p 1]
- Courseulles-sur-Mer
- Crépon
- Cresserons
- Douvres-la-Délivrande
- Graye-sur-Mer
- Langrune-sur-Mer
- Luc-sur-Mer
- Meuvaines
- Plumetot
- Saint-Aubin-sur-Mer
- Saint-Côme-de-Fresné
- Sainte-Croix-sur-Mer
- Ver-sur-Mer